# Gigosac
Gigosac (en francès Gigouzac) és un municipi francès situat al departament de l'Òlt i a la regió d'Occitània.
El municipi té Gigosac com a capital administrativa, i també compta amb els agregats de lo Mas de Guilhaume, lo Mas de Guinet, lo Mas de Joanís, lo Mas de Barrada, lo Mas de Bris, la Bòria Auta, Aurimont, lo Mas de Nadal i Escalmelhs.

## Demografia
| 1962                                       | 1968 | 1975 | 1982 | 1990 | 1999 | 2006 |
| ------------------------------------------ | ---- | ---- | ---- | ---- | ---- | ---- |
| 193                                        | 204  | 180  | 204  | 211  | 176  | 211  |
| Des de 1962: població sense dobles comptes |      |      |      |      |      |      |

## Administració
| Període | Identitat       | Partit |
| ------- | --------------- | ------ |
| 2008-   | Romuald Molinié | UMP    |